# Uedem
Uedem (IPA: [ˈyːdəm]) è un comune di 8 362 abitanti della Renania Settentrionale-Vestfalia, in Germania.
Appartiene al distretto governativo (Regierungsbezirk) di Düsseldorf e al circondario (Kreis) di Kleve (targa KLE).